# موريل إيفانز
موريل إيفانز (بالإنجليزية: Muriel Evans)‏ هي ممثلة أمريكية، ولدت في 20 يوليو 1910 في الولايات المتحدة، وتوفيت بنفس المكان في 26 أكتوبر 2000. بدأت مشوارها المهني سنة 1927.

## أعمال

### أفلام
- (1932) حزم مشاكلك
- (1934) ميلودراما مانهاتن

## وصلات خارجية
- موريل إيفانز على موقع IMDb (الإنجليزية)
- موريل إيفانز على موقع أول موفي (الإنجليزية)
- موريل إيفانز على موقع قاعدة بيانات الأفلام السويدية (السويدية)
- موريل إيفانز على موقع قاعدة بيانات الفيلم (الإنجليزية)